# Punto caldo del New England
Il Punto caldo del New England o New England hotspot è un punto caldo che ha lasciato una forte impronta vulcanica in una striscia che, dall'attuale Ontario, si allunga in direzione sud ovest fino davanti alle coste dell'Africa nordoccidentale.

## Storia geologica
Circa 200 milioni di anni fa mentre l'oceano Atlantico iniziava a formarsi, il punto caldo si trovava sotto la baia di Hudson. 50 milioni di anni più tardi si era spostato a oriente sotto l'attuale Oregon dove forma diversi camini kimberlitici. 
Poi l'attività del punto caldo continua la sua corsa verso oriente, marcando lo spostamento della placca continentale nord americana a occidente. 125 milioni di anni fa creò le Collines Montérégiennes nella provincia del Québec Canada. Poi formò le White Mountains nel New Hampshire. 
Mentre la Placca nordamericana continua il suo spostamento verso occidente, il punto caldo inizia la formazione di una lunga catena di vulcani sottomarini lunga mille chilometri e chiamata New England seamount. Circa 85 milioni di anni fa forma la catena di vulcani sottomarini detta Corner Rise Seamounts.
La sua corsa termina ai giorni nostri dopo aver superato la Dorsale medio atlantica, formando negli ultimi venticinque milioni di anni il Great Meteor, grande gruppo di montagne sommerse posto davanti alle coste Nordafricane, sotto le isole Azzorre.